# Masacre de Khejarli
La masacre de Khejarli ocurrió en septiembre de 1730 en el norte de la India, cuando 363 bishnois fueron asesinados mientras intentaban proteger pacíficamente una arboleda de Khejri. Los soldados fueron enviados por el maharajá de Marwar, Abhai Singh, a cortar los árboles en la aldea de Khejarli para proporcionar madera para un nuevo palacio. Los asesinatos se llevaron a cabo por orden de su ministro Giridhar Bhandari. El esfuerzo tuvo un impacto a largo plazo en la defensa del medio ambiente, y la masacre pasó a ser conocida más tarde como precursora del movimiento Chipko del siglo XX. Debido al sacrificio de los manifestantes, el gobernante retiró su orden anterior de talar árboles.

## Historia
En 1726, Abhai Singh de Marwar obtuvo el control de la aldea de Khejarli y Abhai Singh de Marwar concedió la propiedad de Khejarli a Thakur Surat Singh, quien se convirtió en el primer «Thakur de Khejarli», también conocido como Jalnadiya Khejarli, Distrito-Jodhpur en Rajasthan. En 1730, envió a uno de sus ministros, Giridhar Bhandari, a recolectar madera para utilizarla en la construcción de un nuevo palacio; algunas fuentes informan que la madera era necesaria para construir el palacio, mientras que otras señalan que los Marwar tenían la intención de quemar los árboles para crear cal . Independientemente del propósito previsto, Bhandari y su séquito de soldados llegaron a Jehnad, donde exigieron acceso a los árboles de la aldea. Liderados por una mujer llamada Amrita Devi Bishnoi, los aldeanos se negaron a entregar sus árboles a los soldados del Raj. Amrita declaró que los árboles Khejri eran sagrados para los bishnois y que su fe le prohibía permitir que los talaran.
La situación se intensificó y el grupo de Marwan se ofreció a dejar en paz los árboles Khejri de la aldea a cambio de un soborno. Sin embargo, esto fue visto como un grave insulto a los valores Bishnoi, y Amrita anunció que preferiría morir antes que permitir que talaran los árboles. Ella y su familia comenzaron a abrazar a los Khejris, protegiendo los árboles con sus cuerpos. Enojados por la reprimenda, los Marwan decapitaron a Amrita y a tres de sus hijas antes de comenzar a talar los árboles. Las últimas palabras de Amrita fueron registradas como "Una cabeza cortada es más barata que un árbol cortado", y este pareado se convirtió más tarde en un grito de guerra para los bishnois.
La noticia de la profanación en curso de los árboles de Jehnad se difundió rápidamente entre la población Bishnoi de Rajasthan. En total, bishnois de 83 aldeas comenzaron a viajar a Jehnad en un intento de salvar los árboles, y se convocó un consejo para determinar qué se podía hacer con respecto a la situación. La decisión del consejo fue que cada voluntario Bishnoi daría su vida para defender uno de los árboles amenazados. Las personas mayores fueron las primeras en avanzar, y muchos de ellos murieron mientras abrazaban a los Khejris. Al ver esto como una oportunidad, Giridhar Bhandari afirmó que los Bishnoi solo enviaban personas que pensaban que era inútil matar. En respuesta, hombres, mujeres y niños más jóvenes comenzaron a abrazarse a los árboles, lo que provocó que muchos de ellos también murieran. En total, 363 bishnois murieron mientras protegían los árboles.
La noticia de la profanación en curso de los árboles de Jehnad se difundió rápidamente entre la población Bishnoi de Rajasthan. En total, bishnois de 83 aldeas comenzaron a viajar a Jehnad en un intento de salvar los árboles, y se convocó un consejo para determinar qué se podía hacer con respecto a la situación. La decisión del consejo fue que cada voluntario Bishnoi daría su vida para defender uno de los árboles amenazados. Las personas mayores fueron las primeras en avanzar, y muchos de ellos murieron mientras abrazaban a los Khejris. Al ver esto como una oportunidad, Giridhar Bhandari afirmó que los Bishnoi solo enviaban personas que pensaban que era inútil matar. En respuesta, hombres, mujeres y niños más jóvenes comenzaron a abrazarse a los árboles, lo que provocó que muchos de ellos también murieran. En total, 363 bishnois murieron mientras protegían los árboles.

## Legado
La masacre de Khejarli fue una inspiración para el movimiento ambientalista Chipko del siglo XX. Varios templos y un cenotafio en Khejarli conmemoran la masacre, y el pueblo es el lugar de una ceremonia anual Bishnoi que se celebra en honor del evento. Cada año se organiza una feria en Shukla Dashmi de Bhadrapad (mes hindú) en septiembre en Khejarli, Jodhpur, para rendir homenaje a los grandes mártires de la protección del medio ambiente.
El Gobierno de la India también ha instituido el Premio a la Protección Ambiental Amrita Devi Bishnoi en reconocimiento al sacrificio de Amrita Devi. En 2013, el Ministerio de Medio Ambiente de India declaró el día de la masacre (11 de septiembre) como Día Nacional de los Mártires de los Bosques.